# Eunidia punctulicollis
Eunidia punctulicollis là một loài bọ cánh cứng trong họ Cerambycidae.